# Compton-Wellenlänge
Die Compton-Wellenlänge ist eine für jedes Teilchen mit Masse charakteristische Größe. Sie ist definiert als die Wellenlänge, die ein Photon hat, dessen Energie gleich der Ruheenergie des Teilchen ist.  Sie wurde von Arthur Compton zur Beschreibung der inelastischen Streuung von Photonen an Elektronen (Compton-Streuung) eingeführt.

## Definition
Die Compton-Wellenlänge eines Teilchens beträgt
{\displaystyle \lambda _{\mathrm {C} }={\frac {h}{m\,c}}\,.}
Hierbei ist
- {\displaystyle m} der Masse des Teilchens,
- {\displaystyle h} die Planck-Konstante und
- {\displaystyle c} die Lichtgeschwindigkeit.

Wegen
{\displaystyle E_{\gamma }={\frac {hc}{\lambda _{\mathrm {C} }}}=mc^{2}}
ist {\displaystyle \lambda _{\mathrm {C} }} damit die Wellenlänge, die ein Photon hat, dessen Energie {\displaystyle E_{\gamma }} gleich der Ruheenergie des Teilchens ist.
Besonders in der Elementarteilchenphysik verwendet man die reduzierte Compton-Wellenlänge mit dem Symbol ƛC (bei Nichtverfügbarkeit des Zeichens ƛ auch als λC geschrieben): 
ƛC {\displaystyle ={\frac {\lambda _{\mathrm {C} }}{2\pi }}={\frac {\hbar }{m\,c}}}
mit der reduzierten Planck-Konstante {\displaystyle \hbar ={\tfrac {h}{2\cdot \pi }}}. Die reduzierte Compton-Wellenlänge wird manchmal auch ohne den Zusatz reduziert als „Compton-Wellenlänge“ bezeichnet.
Die Compton-Wellenlängen von Teilchen sind, anders als deren De-Broglie-Wellenlängen, von deren Geschwindigkeit {\displaystyle v} und Impuls unabhängig. Die De-Broglie-Wellenlänge ist dabei gleich der Compton-Wellenlänge multipliziert mit {\textstyle {\frac {c}{v}}}.

## Größenordnung
| Teilchen | Compton-Wellenlänge     |
| -------- | ----------------------- |
| Elektron | 2.42631023538(76)e-12 m |
| Proton   | 1.32140985360(41)e-15 m |
| Neutron  | 1.31959090382(67)e-15 m |

Die Compton-Wellenlänge ist umso kleiner, je größer die Masse des Teilchens ist. Für das leichteste geladene Teilchen, das Elektron, beträgt sie 2,4 pm. Dies ist eine Größenordnung kleiner als der Radius des Wasserstoffatoms.
Die reduzierte Compton-Wellenlänge des Elektrons liegt mit 0,38 pm gerade in der Mitte (geometrisches Mittel) zwischen zwei anderen Längenskalen auf atomarer Ebene, dem Bohrschen Radius {\displaystyle a_{0}} und dem klassischen Elektronenradius {\displaystyle r_{\mathrm {e} }}. Diese drei Konstanten unterscheiden sich voneinander jeweils um den Faktor {\textstyle \alpha \approx 1/137} (Feinstrukturkonstante):
{\displaystyle r_{\mathrm {e} }=\alpha {\text{ƛ}}{}_{\mathrm {C,e} }=\alpha ^{2}a_{0}\,}.
Die Compton-Wellenlängen von Proton und Neutron sind mit 1,3 fm von der Größenordnung des Ladungsradius des Protons, der 0,84 fm beträgt.

## Bedeutung
Bei der inelastischen Streuung von Photonen an Elektronen (Compton-Streuung) verliert das Photon an Energie. Abhängig vom Streuwinkel {\displaystyle \theta } vergrößert sich die Wellenlänge des Photons um
{\displaystyle \Delta \lambda =\lambda '-\lambda =\lambda _{\mathrm {C} }\cdot (1-\cos \theta )}.
Die Compton-Wellenlänge gibt also die die Zunahme der Wellenlänge des rechtwinklig gestreuten Photons ({\displaystyle \cos \theta =0}) an. 
Bemerkenswerterweise ist der Unterschied in der Wellenlänge unabhängig von der Wellenlänge bzw. Energie des Photons.
Diese sehr geringen Wellenlängenänderungen von der Größenordnung weniger Pikometer sind der Grund dafür, dass der Compton-Effekt nur bei sehr kurzwelliger Strahlung, im Bereich der Röntgen- und Gammastrahlung, beobachtet werden kann. Bei größeren Wellenlängen ist deren relative Zunahme zu gering, die Streuung scheint ohne Energieverlust stattzufinden, man spricht dann von Thomson-Streuung.
Die Compton-Wellenlänge erscheint auch in der Beschreibung von Wechselwirkungen, die durch massebehaftete Austauschteilchen vermittelt werden. Die Reichweite eines Yukawa-Potentials beträgt ungefähr die reduzierte Compton-Wellenlänge des ausgetauschten Teilchens.
Die reduzierte Compton-Wellenlänge eines Teilchens der Planck-Masse (22 μg) ist gleich der Planck-Länge. Oder anders ausgedrückt: für ein Teilchen der Planck-Masse ist dessen reduzierte Compton-Wellenlänge gleich seinem halben Schwarzschild-Radius.